# Raphiscopa undulata
Raphiscopa undulata là một loài bướm đêm trong họ Noctuidae.